# La Serre-Bussière-Vieille
Pour les articles homonymes, voir La Serre (homonymie) et Bussière.
La Serre-Bussière-Vieille est une commune française située dans le département de la Creuse, en région Nouvelle-Aquitaine.

## Géographie

### Généralités
Dans la moitié orientale du département de la Creuse, la commune de La Serre-Bussière-Vieille s'étend sur 14,41 km2. Elle est bordée à l'ouest sur près de cinq kilomètres par la Tardes et au sud sur environ 750 mètres par son affluent le Bellegy. Un autre de ses affluents, le Compas, traverse le territoire communal du sud-est au nord-ouest.
L'altitude minimale 420 mètres se trouve localisée à l'extrême nord-ouest, près du lieu-dit Lord, là où la Tardes quitte la commune et entre sur celle de Saint-Priest. L'altitude maximale avec 613 mètres est située au sud-est, au puy Vialleix.
Traversé par la route départementale (RD) 24, le bourg de La Serre-Bussière-Vieille est situé, en distances orthodromiques, seize kilomètres au nord-est d'Aubusson.
Le territoire communal est également brièvement bordé au sud par la RD 19.

### Communes limitrophes
La Serre-Bussière-Vieille est limitrophe de cinq autres communes.
| Peyrat-la-Nonière | Saint-Priest              |         |
| Saint-Domet       | La Serre-Bussière-Vieille | Mainsat |
|                   | Champagnat                |         |

### Climat
Pour des articles plus généraux, voir Climat de la Nouvelle-Aquitaine et Climat de la Creuse.
Historiquement, la commune est exposée à un climat montagnard.  
En 2020, Météo-France publie une typologie des climats de la France métropolitaine dans laquelle la commune est exposée à un climat de montagne et est dans la région climatique  Ouest et nord-ouest du Massif Central, caractérisée par une pluviométrie annuelle de 900 à 1 500 mm, maximale en automne et en hiver.
Pour la période 1971-2000, la température annuelle moyenne est de 10,1 °C, avec  une amplitude thermique annuelle de 15 °C. Le cumul annuel moyen de précipitations est de 914 mm, avec 11,8 jours de précipitations en janvier et 7,8 jours en juillet. Pour la période 1991-2020, la température moyenne annuelle observée sur la station météorologique la plus proche, située sur la commune de Lupersat à 8,29 km à vol d'oiseau, est de 10,8 °C et le cumul annuel moyen de précipitations est de 934,9 mm,. Pour l'avenir, les paramètres climatiques de la commune estimés pour 2050 selon différents scénarios d’émission de gaz à effet de serre sont consultables sur un site dédié publié par Météo-France en novembre 2022.

## Urbanisme

### Typologie
Au 1er janvier 2024, La Serre-Bussière-Vieille est catégorisée commune rurale à habitat très dispersé, selon la nouvelle grille communale de densité à 7 niveaux définie par l'Insee en 2022.
Elle est située hors unité urbaine et hors attraction des villes,.

### Occupation des sols
L'occupation des sols de la commune, telle qu'elle ressort de la base de données européenne d’occupation biophysique des sols Corine Land Cover (CLC), est marquée par l'importance des territoires agricoles (92,1 % en 2018), une proportion identique à celle de 1990 (92,1 %). La répartition détaillée en 2018 est la suivante : 
prairies (69 %), zones agricoles hétérogènes (21,1 %), forêts (7,9 %), terres arables (2 %). L'évolution de l’occupation des sols de la commune et de ses infrastructures peut être observée sur les différentes représentations cartographiques du territoire : la carte de Cassini (XVIIIe siècle), la carte d'état-major (1820-1866) et les cartes ou photos aériennes de l'IGN pour la période actuelle (1950 à aujourd'hui).

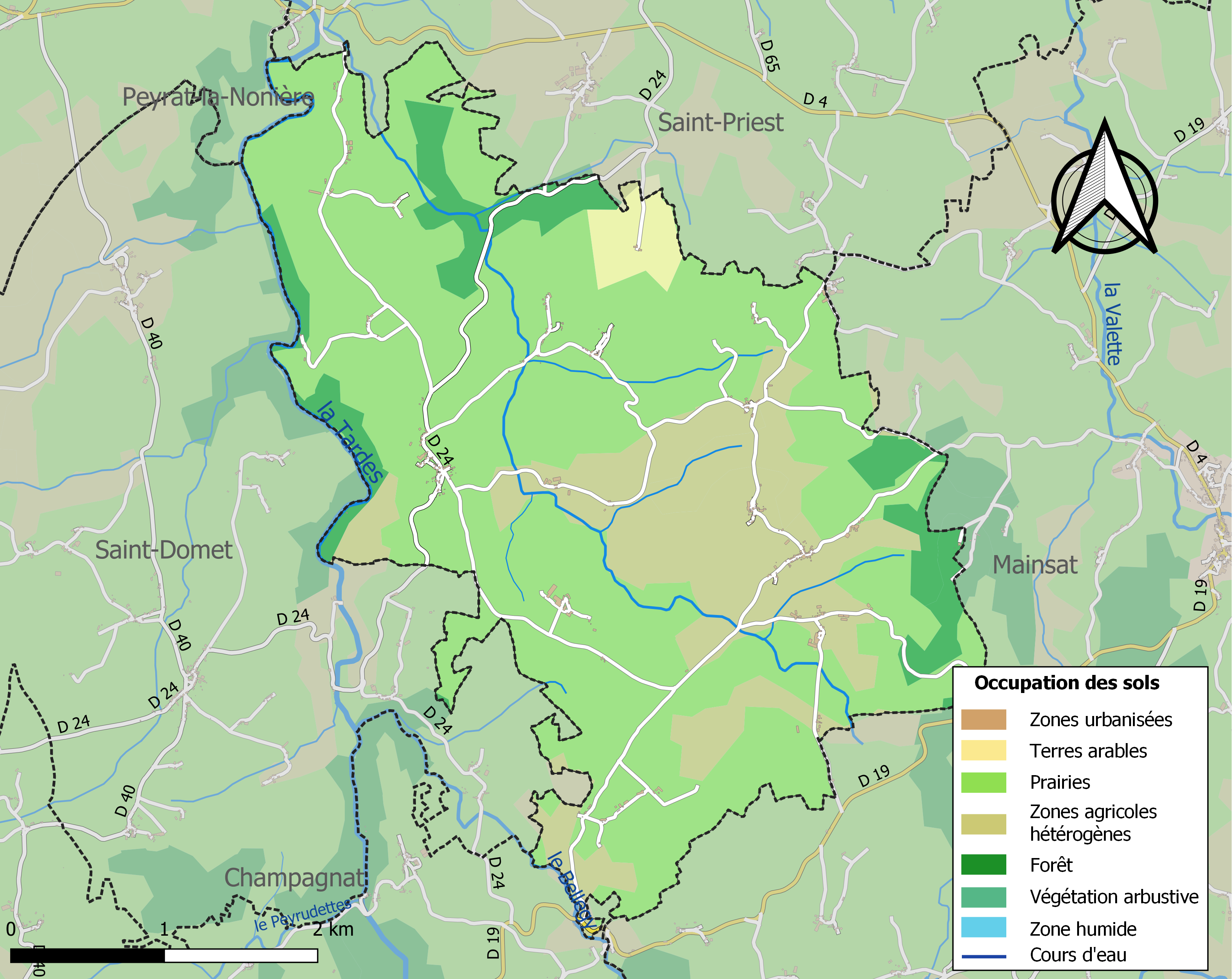
Carte des infrastructures et de l'occupation des sols de la commune en 2018 (CLC).

### Risques majeurs
Le territoire de la commune de La Serre-Bussière-Vieille est vulnérable à différents aléas naturels : météorologiques (tempête, orage, neige, grand froid, canicule ou sécheresse) et séisme (sismicité faible). Il est également exposé à un risque particulier : le risque de radon. Un site publié par le BRGM permet d'évaluer simplement et rapidement les risques d'un bien localisé soit par son adresse soit par le numéro de sa parcelle.

#### Risques naturels

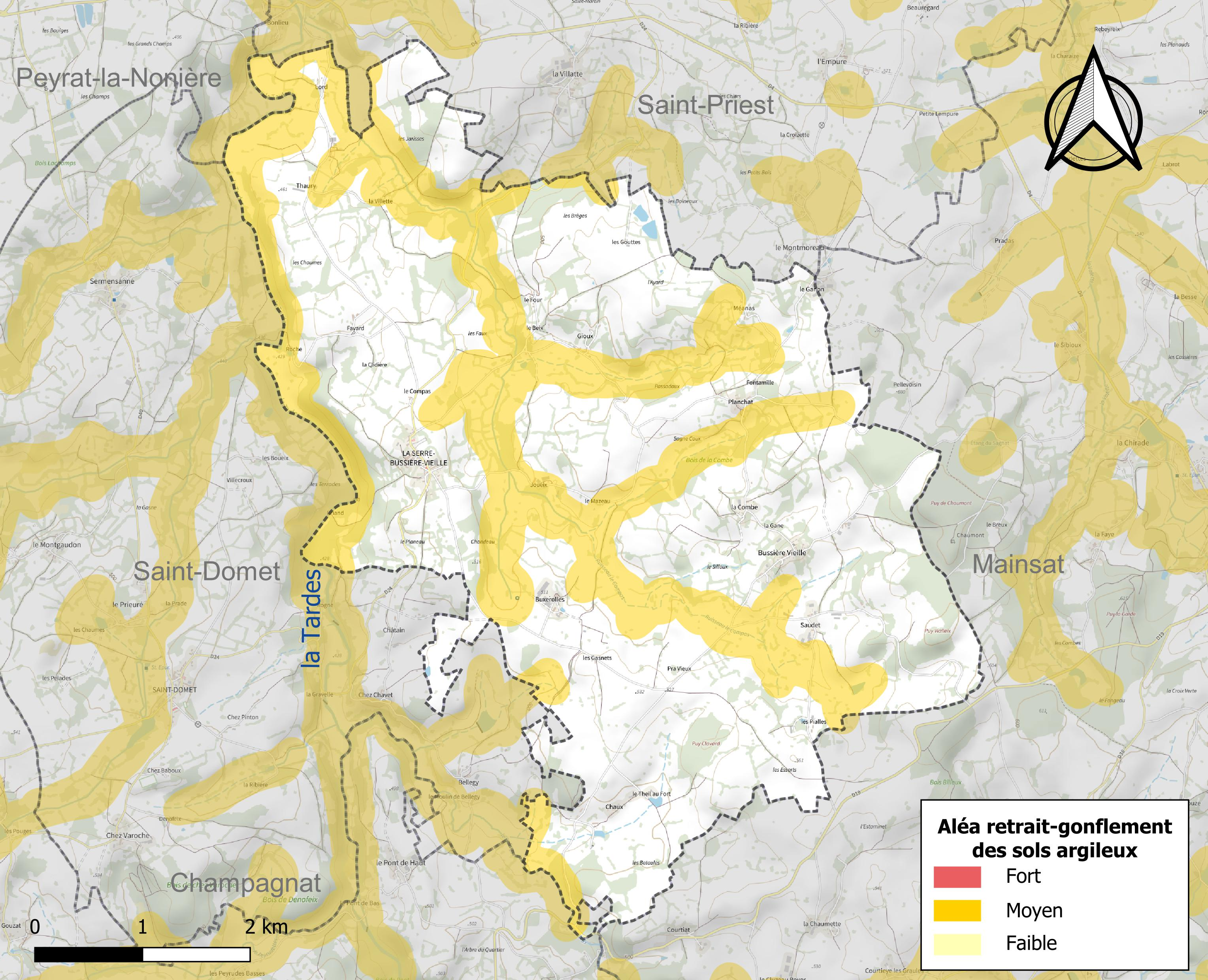
Carte des zones d'aléa retrait-gonflement des sols argileux de La Serre-Bussière-Vieille.

Le retrait-gonflement des sols argileux est susceptible d'engendrer des dommages importants aux bâtiments en cas d’alternance de périodes de sécheresse et de pluie. 31,2 % de la superficie communale est en aléa moyen ou fort (33,6 % au niveau départemental et 48,5 % au niveau national). Sur les 121 bâtiments dénombrés sur la commune en 2019, 20 sont en aléa moyen ou fort, soit 17 %, à comparer aux 25 % au niveau départemental et 54 % au niveau national. Une cartographie de l'exposition du territoire national au retrait gonflement des sols argileux est disponible sur le site du BRGM,.
Par ailleurs, afin de mieux appréhender le risque d’affaissement de terrain, l'inventaire national des cavités souterraines permet de localiser celles situées sur la commune.
La commune a été reconnue en état de catastrophe naturelle au titre des dommages causés par les inondations et coulées de boue survenues en 1982 et 1999. Concernant les mouvements de terrains, la commune a été reconnue en état de catastrophe naturelle au titre des dommages causés par des mouvements de terrain en 1999.

#### Risque particulier
Dans plusieurs parties du territoire national, le radon, accumulé dans certains logements ou autres locaux, peut constituer une source significative d’exposition de la population aux rayonnements ionisants. Certaines communes du département sont concernées par le risque radon à un niveau plus ou moins élevé. Selon la classification de 2018, la commune de La Serre-Bussière-Vieille est classée en zone 3, à savoir zone à potentiel radon significatif.

## Toponymie
Le nom est attesté sous la  forme parochia de la Serra en 1180.

## Histoire

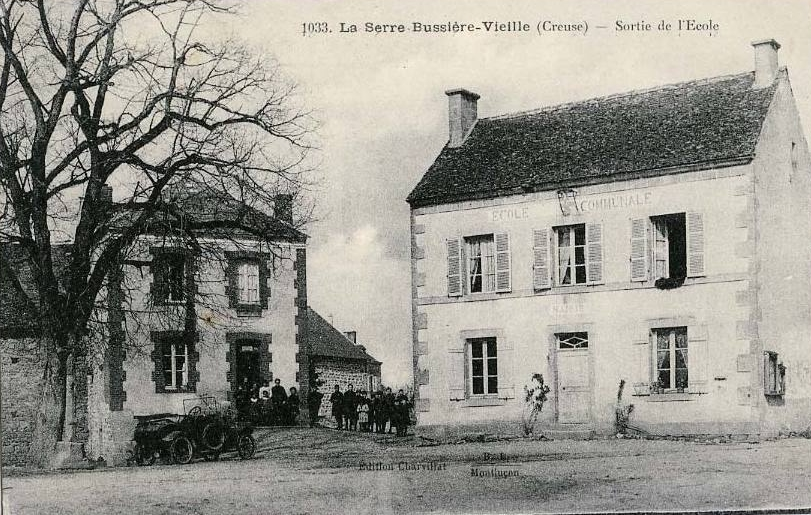
Carte postale représentant l'école vers 1920.

- La Serre, appelée en 1180 parochia de La Serra, faisait partie au début du XIVe siècle, de la châtellenie de Sermur et, avant la Révolution, du pays de Combraille. En 1620, Denis de Durat, chevalier, était seigneur de La Serre. De 1790 à 1801, la commune fut intégrée au canton de Mainsat. Elle comptait, en 1851, 851 habitants et 680 en 1890, dont 136 dans le bourg.
- La paroisse de Bussière Vieille appelée en 1232 prior de Buxeria appartenait à la châtellenie de Sermur au début du XIVe siècle, puis, de 1790 à 1801, au canton de Mainsat. En 1620, Denis de Durat était seigneur de Bussière Vieille. Elle comptait 87 habitants en 1890.
- Bussière Vieille et La Serre forment une seule commune depuis la fin du XVIIIe siècle[19].

## Politique et administration
| Période                                  | Période   | Identité             | Étiquette | Qualité                           |
| ---------------------------------------- | --------- | -------------------- | --------- | --------------------------------- |
| Les données manquantes sont à compléter. |           |                      |           |                                   |
|                                          |           |                      |           |                                   |
| mars 2001                                | mars 2008 | Henri Giraud-Lajoie  |           |                                   |
| mars 2008 (réélue en mai 2020)           | En cours  | Denise Giraud-Lajoie |           | Retraitée de la Fonction publique |

## Démographie
L'évolution du nombre d'habitants est connue à travers les recensements de la population effectués dans la commune depuis 1793. Pour les communes de moins de 10 000 habitants, une enquête de recensement portant sur toute la population est réalisée tous les cinq ans, les populations de référence des années intermédiaires étant quant à elles estimées par interpolation ou extrapolation. Pour la commune, le premier recensement exhaustif entrant dans le cadre du nouveau dispositif a été réalisé en 2004.

En 2022, la commune comptait 121 habitants, en évolution de −0,82 % par rapport à 2016 (Creuse : −3,32 %, France hors Mayotte : +2,11 %).
| 1793 | 1800 | 1806 | 1821 | 1831 | 1836 | 1841 | 1846 | 1851 |
| ---- | ---- | ---- | ---- | ---- | ---- | ---- | ---- | ---- |
| 280  | 658  | 579  | 587  | 654  | 704  | 742  | 763  | 851  |

| 1856 | 1861 | 1866 | 1872 | 1876 | 1881 | 1886 | 1891 | 1896 |
| ---- | ---- | ---- | ---- | ---- | ---- | ---- | ---- | ---- |
| 814  | 752  | 730  | 712  | 678  | 633  | 680  | 717  | 714  |

| 1901 | 1906 | 1911 | 1921 | 1926 | 1931 | 1936 | 1946 | 1954 |
| ---- | ---- | ---- | ---- | ---- | ---- | ---- | ---- | ---- |
| 665  | 578  | 521  | 414  | 402  | 350  | 346  | 296  | 255  |

| 1962 | 1968 | 1975 | 1982 | 1990 | 1999 | 2004 | 2006 | 2009 |
| ---- | ---- | ---- | ---- | ---- | ---- | ---- | ---- | ---- |
| 236  | 213  | 193  | 147  | 117  | 110  | 125  | 124  | 125  |

| 2014 | 2019 | 2022 | - | - | - | - | - | - |
| ---- | ---- | ---- | - | - | - | - | - | - |
| 123  | 122  | 121  | - | - | - | - | - | - |

## Culture locale et patrimoine

### Lieux et monuments
- Dolmen de la Pierre Sous Pèze, classé au titre des monuments historiques depuis 1889[23].
- Église paroissiale Saint-Pardoux[24].
- Le château de Chaumont, situé sur la commune et dont l'entrée carrossable se fait uniquement par la commune de Mainsat. Ce lieu est connu pour avoir abrité et sauvé de la déportation au moins 150 familles juives.

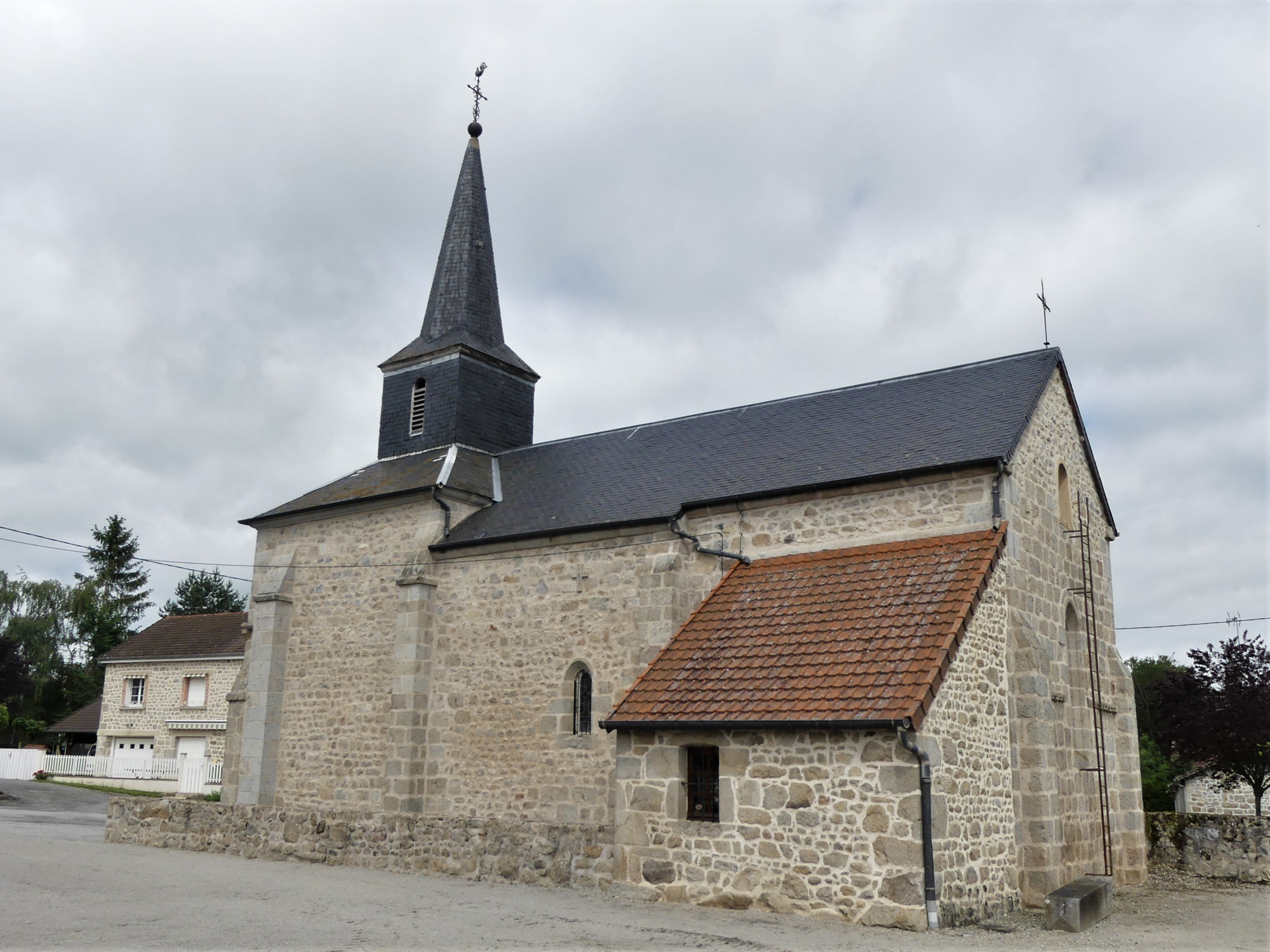
L'église Saint-Pardoux.
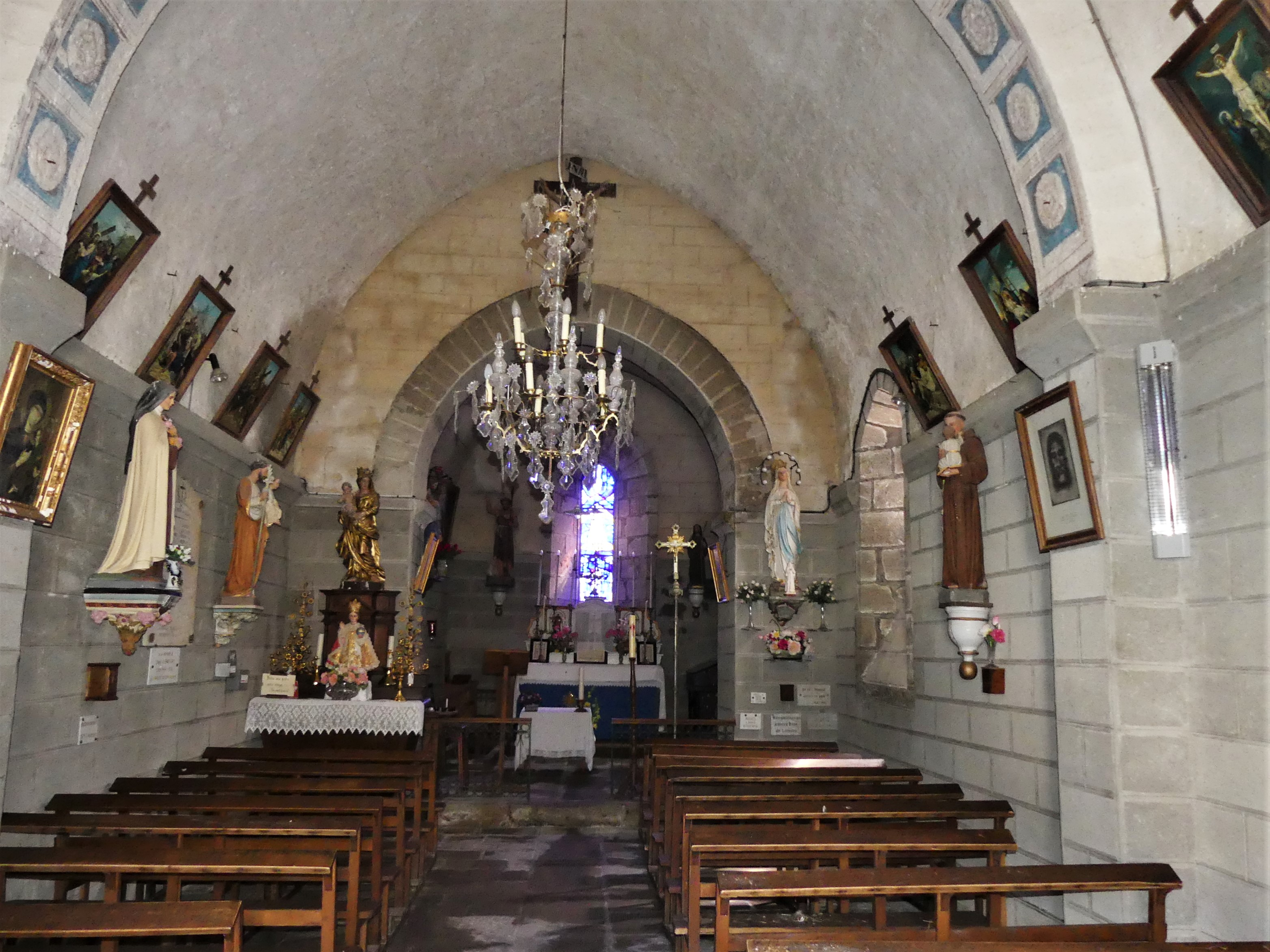
Sa nef.
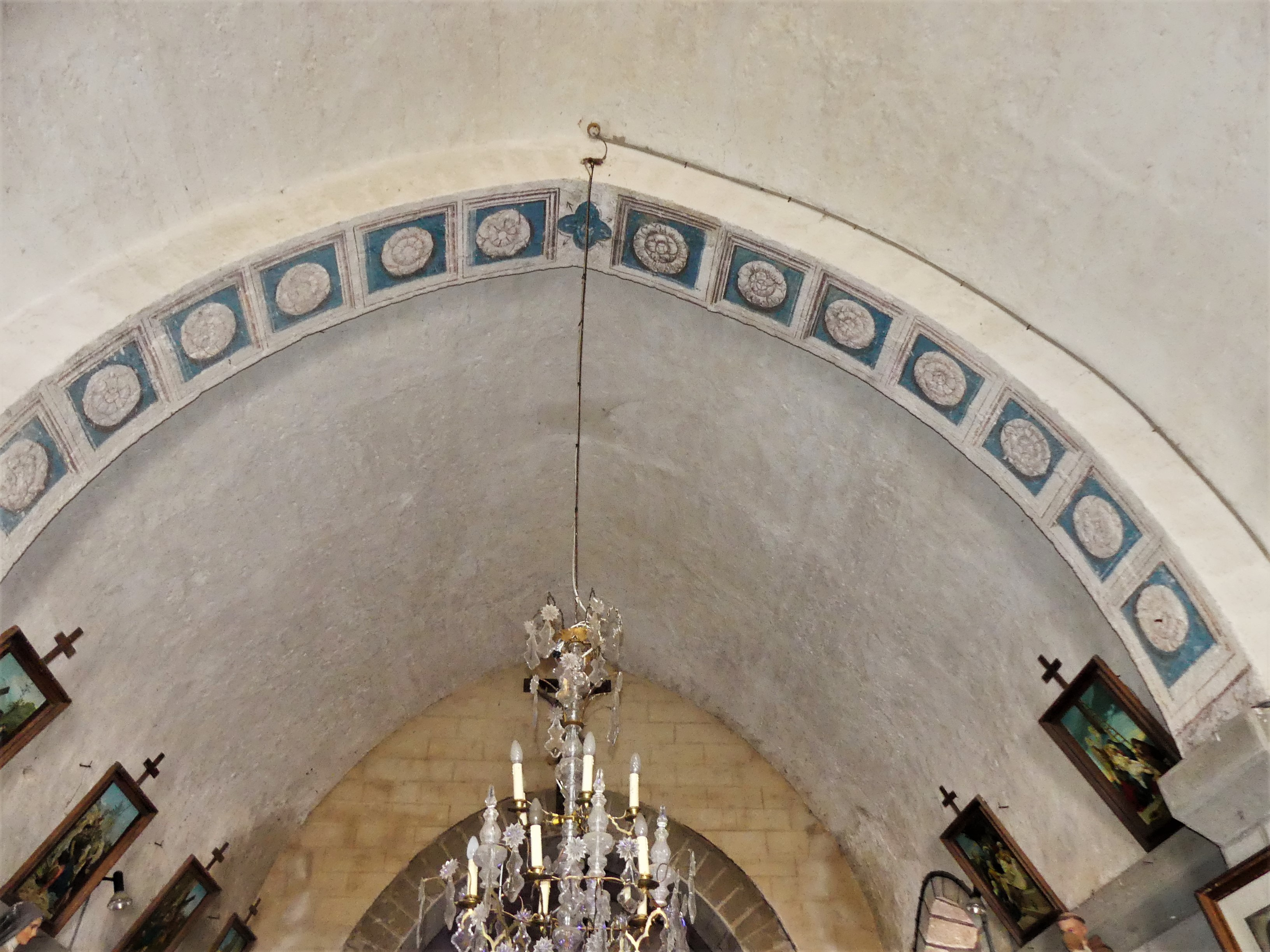
Plafond peint de l'église.

### Personnalités liées à la commune
Louis de Durat, qualifié « puiffant Seigneur, Baron de Gouzon, Seigneur du Mazeau, de Vaurene, de Bussiere-vieille, de la Serre & de Lauroux, né en 1606, servait dans la Compagnie des Chevaux-legers du Seigneur de Buffy le 14 juin 1625,& épousa par contrat du 2 mai 1632 Dame Françoise de DOUHET, (veuve de noble Antoine Martin, Préfident au Siège Présidial de Limoges), fille de noble Pierre de Douhet, Baron de Saint Pardoux, Seigneur du Puymoulinier, & de Demoiselle Françoise de Miomandre sa femme. Il fit son testament le 5 octobre 1661, par lequel il voulut être enterré dans l'église de Bussiere-vieille, au tombeau de ses prédécesseurs ».
L'église de Bussière Vieille semble être tombée à l'abandon dès avant la Révolution. Il reste une pierre tombale ancienne du « chevalier de Durat » représenté avec son épée sur le corps sur le parvis de l'église de Bussière-Nouvelle qui a été reconstruite en reprenant notamment le portail roman.